# Кодекс Шантийи

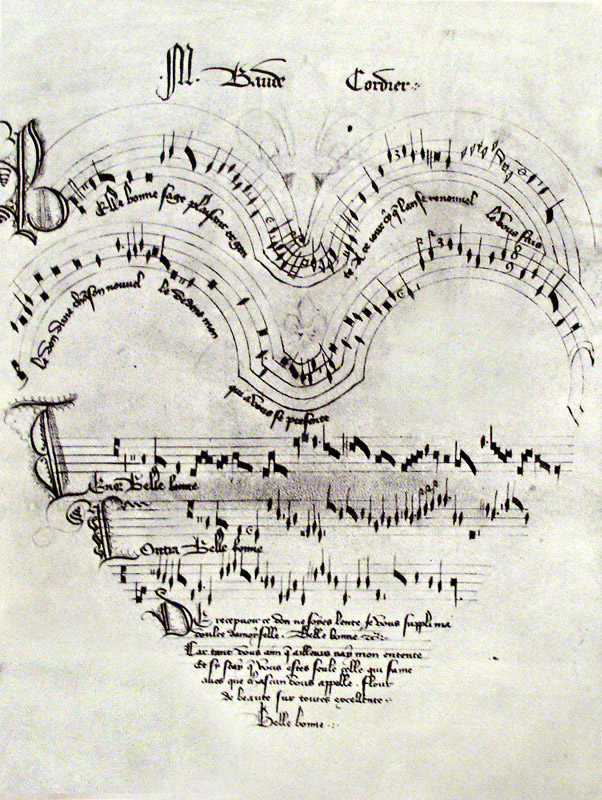
Шансон Бода Кордье «Belle, bonne, sage» из Кодекса Шантильи

Кодекс Шантийи́ (фр. Codex Chantilly) представляет собой рукопись средневековой музыки, содержащую фрагменты стиля, известного как Ars subtilior («утончённое искусство», то есть стиль особенно изысканной техники сочинения). В историографии этот стиль рассматривается как переходный период от средневековой музыки к ренессансной. Кодекс назван по названию замка Шантийи, в музее которого он хранится.
Большинство композиций Кодекса Шантийи датируются ок. 1350—1400 годами. Всего в кодексе 112 музыкальных произведений, в основном написанных французскими композиторами, и все они полифонические. Кодекс содержит примеры многих из самых популярных стилей ле, куртуазной литературы и танца того времени, твёрдых форм, таких как баллады, рондо, виреле и изоритмические мотеты. Некоторые из мотетов чрезвычайно сложны в ритмическом отношении и написаны точной музыкальной нотацией.
Несколько позже в начале рукописи были добавлены два произведения Бода Кордье, в которых используются необычные формы, отражающие их музыкальное содержание. Произведение «Belle, Bonne, Sage, Plaisant» было написано для некой дамы к Новому году и отражает форму обозначения текста (Милая, добрая, мудрая и приятная). Графическое оформление обозначений представляет собой игру слов на букве «Кор» («сердце») в «Кордье».
Кодекс Шантийи содержит музыку композиторов Гийома де Машо, Иоганна Симониса, Жана Сюзе, П. де Молена, Госкалька, Солажа, Боде Кордье, Гримаса, Жана Вайяна, Ф. Андриё, магистра Франциска, Иоганна Кювелье, Родерикуса, Требора и др.

## Издания
- Günther, Ursula. The Motets of the Manuscripts Chantilly, Musée condé, 564 (olim 1047) and Modena, Biblioteca Estense, a. M. 5, 24 (olim lat. 568). Corpus mensurabilis musicae 39. [n.p.]: American Institute of Musicology, 1965.
- French secular music (1): Manuscript Chantilly. 1st part / ed. by Gordon K. Greene. Monaco: Oiseau-Lyre, 1980 (Polyphonic music of the fourteenth century 18)
- French secular music (2): Manuscript Chantilly. 2nd part / ed. by Gordon K. Greene. Monaco: Oiseau-Lyre, 1981 (Polyphonic music of the fourteenth century 19)